# Bernard Christophe
| 114649 Jeanneacker     | 6 marzo 2003      |
| 120103 Dolero          | 24 marzo 2003     |
| 129234 Silly           | 8 agosto 2005     |
| 133404 Morogues        | 23 settembre 2003 |
| 161371 Bertrandou      | 25 settembre 2003 |
| 164006 Thierry         | 21 ottobre 2003   |
| 164518 Patoche         | 19 aprile 2006    |
| 171256 Lucieconstant   | 8 agosto 2005     |
| 175046 Corporon        | 27 marzo 2004     |
| 175259 Offenberger     | 10 maggio 2005    |
| 175365 Carsac          | 31 agosto 2005    |
| 178008 Picard          | 30 agosto 2006    |
| 180739 Barbet          | 19 maggio 2004    |
| 184501 Pimprenelle     | 9 agosto 2005     |
| 184535 Audouze         | 29 agosto 2005    |
| 186835 Normanspinrad   | 27 marzo 2004     |
| 196540 Weinbaum        | 31 luglio 2003    |
| 196772 Fritzleiber     | 23 settembre 2003 |
| 207666 Habibula        | 11 agosto 2007    |
| 213800 Stefanwul       | 2 aprile 2003     |
| 215886 Barryarnold     | 16 marzo 2005     |
| 221026 Jeancoester     | 28 agosto 2005    |
| 223633 Rosnyaîné       | 17 maggio 2004    |
| 227151 Desargues       | 10 agosto 2005    |
| 227930 Athos           | 14 aprile 2007    |
| 227962 Aramis          | 19 aprile 2007    |
| 228883 Cliffsimak      | 2 agosto 2003     |
| 229737 Porthos         | 19 aprile 2007    |
| 230691 Van Vogt        | 18 ottobre 2003   |
| 230765 Alfbester       | 15 dicembre 2003  |
| (235281) 2003 UV17     | 18 ottobre 2003   |
| 235990 Laennec         | 16 marzo 2005     |
| 236728 Leandri         | 19 aprile 2007    |
| 238129 Bernardwolfe    | 24 agosto 2003    |
| 239675 Mottez          | 26 dicembre 2008  |
| 244932 Méliès          | 15 dicembre 2003  |
| 245417 Rostand         | 9 maggio 2005     |
| 250354 Lewicdeparis    | 25 settembre 2003 |
| 250606 Bichat          | 12 marzo 2005     |
| 254299 Shambleau       | 15 settembre 2004 |
| 254749 Kurosawa        | 10 agosto 2005    |
| 256369 Vilain          | 20 dicembre 2006  |
| 256374 Danielpequignot | 22 dicembre 2006  |
| 256537 Zahn            | 10 aprile 2007    |
| 256795 Suzyzahn        | 7 febbraio 2008   |
| 259344 Paré            | 2 aprile 2003     |
| 260676 Évethurière     | 8 maggio 2005     |
| 278225 Didierpelat     | 12 marzo 2007     |
| 290074 Donasadock      | 29 agosto 2005    |
| 293366 Roux            | 9 marzo 2007      |
| 293383 Maigret         | 11 marzo 2007     |
| 293985 Franquin        | 13 ottobre 2007   |
| 300928 Uderzo          | 9 febbraio 2008   |
| 301511 Hubinon         | 19 marzo 2009     |
| 303710 Velpeau         | 9 agosto 2005     |
| 315218 La Boétie       | 13 settembre 2007 |
| 316138 Giorgione       | 26 settembre 2009 |
| 318682 Carpaccio       | 29 agosto 2005    |
| 321485 Cross           | 18 settembre 2009 |
| 324925 Vivantdenon     | 17 novembre 2007  |
| 335306 Mouhot          | 28 agosto 2005    |
| 340479 Broca           | 28 aprile 2006    |
| 340929 Bourgelat       | 9 marzo 2007      |
| 343134 Bizet           | 19 marzo 2009     |
| 345762 Jacquescœur     | 13 marzo 2007     |
| 345972 Rufin           | 14 ottobre 2007   |
| 347266 Carrière        | 13 giugno 2004    |
| 355276 Leclair         | 12 settembre 2007 |
| 362420 Rolandgarros    | 14 agosto 2004    |
| 428102 Rolandwagner    | 30 agosto 2006    |
| 434453 Ayerdhal        | 9 agosto 2005     |

Bernard Christophe (...) è un astronomo amatoriale francese, di professione ingegnere.
Il Minor Planet Center gli accredita la scoperta di novantasette asteroidi, effettuate tra il 2003 e il 2010.